# Akletos goeldii
El hormiguero de Goeldi (Akletos goeldii) es una especie de ave paseriforme de la familia Thamnophilidae, una de las dos pertenecientes al género Akletos. Anteriormente formaba parte del amplio género Myrmeciza, de donde fue separado recientemente, en 2013. Es nativo del sur occidente de la cuenca amazónica en Sudamérica. 

## Distribución y hábitat
Se distribuye por el suroeste de la Amazonia brasileña (sur de Acre y adyacente suroeste de Amazonas), sureste de Perú (sur de Ucayali, este de Cuzco, Madre de Dios) y noroeste de Bolivia (Pando, norte de La Paz).
Esta especie es localmente bastante común en su hábitat natural, el estrato bajo de selvas húmedas, de transición y de várzea, a baja altitud, principalmente debajo de los 450 m de altitud.

## Sistemática

### Descripción original
La especie A. goeldii fue descrita por primera vez por la ornitóloga germano - brasileña Maria Emilie Snethlage en 1908 bajo el nombre científico Myrmelastes goeldii; localidad tipo «Bom Lugar y Porto Alegre, Amazonas, Brasil».

### Etimología
El nombre genérico masculino «Akletos» deriva del griego «aklētos»: que no fue llamado o convocado; y el nombre de la especie «goeldii», conmemora al zoólogo suizo residente en Brasil, Emil August Goeldi (1859-1917).

### Taxonomía
Los amplios estudios de Isler et al. (2013) confirmaron lo que diversos autores ya habían sugerido: que el género Myrmeciza era altamente polifilético. En relación con las entonces Myrmeciza goeldii y M. melanoceps Isler et al. 2013 demostraron la afinidad entre ellas y que formaban parte de un gran clado, con Myrmeciza longipes en la base e incluyendo al género Myrmoborus junto a Percnostola lophotes, a los géneros Gymnocichla, Pyriglena y el resto de Percnostola, y  a un sub-clado formado por Myrmeciza fortis, M. zeledoni y M. immaculata; a este complejo grupo lo denominaron  «clado longipes», dentro de una tribu Pyriglenini. Para resolver esta cuestión taxonómica, propusieron agrupar las dos especies listadas más arriba en un nuevo género. Como no había ningún nombre anterior disponible propusieron el nombre Inundicola.
Sin embargo, posteriormente, los mismos autores, en Isler et al., 2014, descubrieron la existencia de un nombre anterior que tenía prioridad: Akletos, con lo cual Inundicola pasó a ser un sinónimo posterior. En la Propuesta N° 628 al Comité de Clasificación de Sudamérica (SACC), se aprobó este cambio, junto a todos los otros envolviendo el género Myrmeciza.
El Congreso Ornitológico Internacional (IOC 2017, versión 7.3), todavía no ha adoptado estos profundos cambios taxonómicos.
La presente especie está hermanada a Akletos melanoceps, con similitud morfológicas y de voz, a pesar de que las diferencias en la localización de las manchas blancas ocultas y posiblemente en la arquitectura del nido pueden indicar una relación más distante; las dos parecen ser simpátricas a lo largo del alto río Juruá, en Acre), Brasil. Es monotípica.